# Laura Giuliani
Laura Giuliani (Milán, Italia, 5 de junio de 1993) es una futbolista italiana. Juega de portera y su equipo actual es el A. C. Milan de la Serie A. Es internacional absoluta por la selección de Italia desde 2014.

## Selección nacional
Giuliani fue internacional a nivel juvenil por la selección de Italia.
Recibió su primer llamado a la selección de Italia adulta el 7 de abril de 2013. Fue parte del plantel que disputó la Eurocopa Femenina 2013. Debutó internacionalmente el 5 de abril de 2014 contra España por la Clasificación de UEFA para la Copa Mundial Femenina de Fútbol de 2015.

## Clubes
| Club           | País     | Año         |
| -------------- | -------- | ----------- |
| Como 2000      | Italia   | 2009 - 2012 |
| Gütersloh 2009 | Alemania | 2012 - 2013 |
| Herforder SV   | Alemania | 2013 - 2015 |
| FC Colonia     | Alemania | 2015 - 2016 |
| SC Friburgo    | Alemania | 2016 - 2017 |
| Juventus       | Italia   | 2017 - 2021 |
| AC Milan       | Italia   | 2021 - act. |

## Palmarés

### Títulos nacionales
| Título              | Club     | País   | Año     |
| ------------------- | -------- | ------ | ------- |
| Serie A             | Juventus | Italia | 2017-18 |
| Serie A             | Juventus | Italia | 2018-19 |
| Copa de Italia      | Juventus | Italia | 2018-19 |
| Supercopa de Italia | Juventus | Italia | 2019    |
| Serie A             | Juventus | Italia | 2019-20 |
| Supercopa de Italia | Juventus | Italia | 2020    |
| Serie A             | Juventus | Italia | 2020-21 |

### Distinciones individuales
| Distinción  | Año  |
| ----------- | ---- |
| AIC Best XI | 2019 |